# Паррагес, Нельсон
Не́льсон Родри́го Парраге́с Риве́рос (исп. Nelson Rodrigo Parraguez Riveros; 5 апреля 1971, Сантьяго, Чили) — чилийский футболист, бывший полузащитник известный по выступлениям за клубы «Универсидад де Чили» и сборную Чили. Участник Чемпионата мира 1998 года.

## Клубная карьера
Паррагес воспитанник клуба «Универсидад Католика» из своего родного города. В 1989 году он дебютировал за команду в чилийской Примере. В 1991 году Нельсон завоевал Кубок Чили, а через два года повторил успех. В 1997 году Паррагес стал чемпионом Клаусуры 97.
В 2001 году он перешёл в мексиканский клуб «Некакса», но был там футболистом резерва и вскоре вернулся в родную команду. В 2003 году Паррагес попробовал свои силы в Аргентине недолго поиграв за «Нуэва Чикаго». В 2004 году Нельсон завершил карьеру в «Универсидад Католика».

## Международная карьера
9 апреля 1991 года в товарищеском матче против сборной Мексики Нельсон дебютировал за сборную Чили. Он принял участие в пяти розыгрышах Кубка Америки в 1993, 1995, Кубка Америки в 1997, 1999 годах, а в 1991 стал обладателем бронзовых медалей турнира.
В 1998 году Перрагес попал в заявку сборной на участие в Чемпионате мира во Франции. На турнире он принял участие в матчах против команд Камеруна, Австрии и Италии.

## Достижения
Командные
 «Универсидад Католика»
- Чемпионат Чили по футболу — Ап. 1997
- Обладатель Кубка Чили — 1991
- Обладатель Кубка Чили — 1995
- Обладатель Межамериканского кубка — 1994

Международные
 Чили
- Кубок Америки по футболу — 1991